# Фокшани
Фокшани (рум. Focşani) град је у Румунији, у средишњем делу земље, у историјској покрајини Молдавија. Фокшани је управно средиште округа Вранча.
Фокшани има површину од 48,1 km, на којој је према последњем попису из 2021. године живело 66.648 становника.

## Географија
Фокшани се налази у крајње југозападном делу румунске Молдавије. Непосредно јужно од града протиче река Милков, која Молдавију дели од Влашке, па се зависно подручје Фокшанија простире кроз обе покрајине. Западно од града уздужу се Карпати, а источно се пружа равница - Влашка низија, па се град развио на идеалном споју планинских и равничарских утицаја.
У околини града постоје значајна налазишта руда (гвожђе, бакар, угаљ).

## Становништво
У односу на попис из 2002, број становника на попису из 2011. се смањио.
| 1966.  | 1977.  | 1992.   | 2002.   | 2011.  |
| ------ | ------ | ------- | ------- | ------ |
| 35.094 | 56.252 | 101.335 | 103.219 | 73.315 |

Матични Румуни чине огромну већину градског становништва Фокшанија, а од мањина присутни су само Роми.

## Партнерски градови
- Бања Лука
- Патра
- Потенца
- Тиволи
- Хертогенбос
- Берд
- Рамат Ган